# Ohio City (Ohio)
Ohio City es una villa ubicada en el condado de Van Wert en el estado estadounidense de Ohio. En el Censo de 2010 tenía una población de 705 habitantes y una densidad poblacional de 512,62 personas por km².

## Geografía
Ohio City se encuentra ubicada en las coordenadas 40°46′13″N 84°36′58″O / 40.77028, -84.61611. Según la Oficina del Censo de los Estados Unidos, Ohio City tiene una superficie total de 1.38 km², de la cual 1.38 km² corresponden a tierra firme y (0%) 0 km² es agua.

## Demografía
Según el censo de 2010, había 705 personas residiendo en Ohio City. La densidad de población era de 512,62 hab./km². De los 705 habitantes, Ohio City estaba compuesto por el 97.45% blancos, el 0% eran afroamericanos, el 0.28% eran amerindios, el 0.14% eran asiáticos, el 0% eran isleños del Pacífico, el 1.28% eran de otras razas y el 0.85% pertenecían a dos o más razas. Del total de la población el 3.83% eran hispanos o latinos de cualquier raza.